# Ikarus 417
Az Ikarus 417 a budapesti Ikarus autóbuszgyár elővárosi-városi alacsony padlós (lépcső nélküli), tolócsuklós autóbusza. Ezzel a kialakítással világviszonylatban is úttörőnek számított. 1994-ben mutatták be.
170 utast képes szállítani, 60 ülőhellyel rendelkezik.

## Műszaki adatai
| Magasság                               | 2805 mm      |
| Tengelytáv                             | 5360/6660 mm |
| Mellső túlnyúlás                       | 2690 mm      |
| Hátsó túlnyúlás                        | 3260 mm      |
| Mellső terepszög                       | 7°           |
| Hátsó terepszög                        | 7°           |
| Tiszta magasság                        | 270 mm       |
| Belépőmagasság                         | 330 mm       |
| Padlómagasság                          | 350 mm       |
| Belső magasság                         | 2130 mm      |
| Hasznos terhelés                       | 13 000 kg    |
| Össztömeg                              | 28 000 kg    |
| Szállítható személyek száma (ülő+álló) | 60+110 fő    |
| Legnagyobb sebesség                    | 70–100 km/h  |

### Ajtók
Az állómotoros változat leghátsó ajtója félajtó, a többi megfelelő szélességű bolygóajtó.

### Utastájékoztatás
A buszokat FOK-GYEM utastájékozató rendszerrel szerelték, amely a jármű homlokfalán és oldalán a járatszámot és az úticélt, az utastérben a pontos időt, a járatszámot, a következő megállót és a megfelelő átszállási lehetőségeket, a busz hátán elhelyezett kis méretű kijelző pedig a járatszámot írja ki.

## 417-es a világon

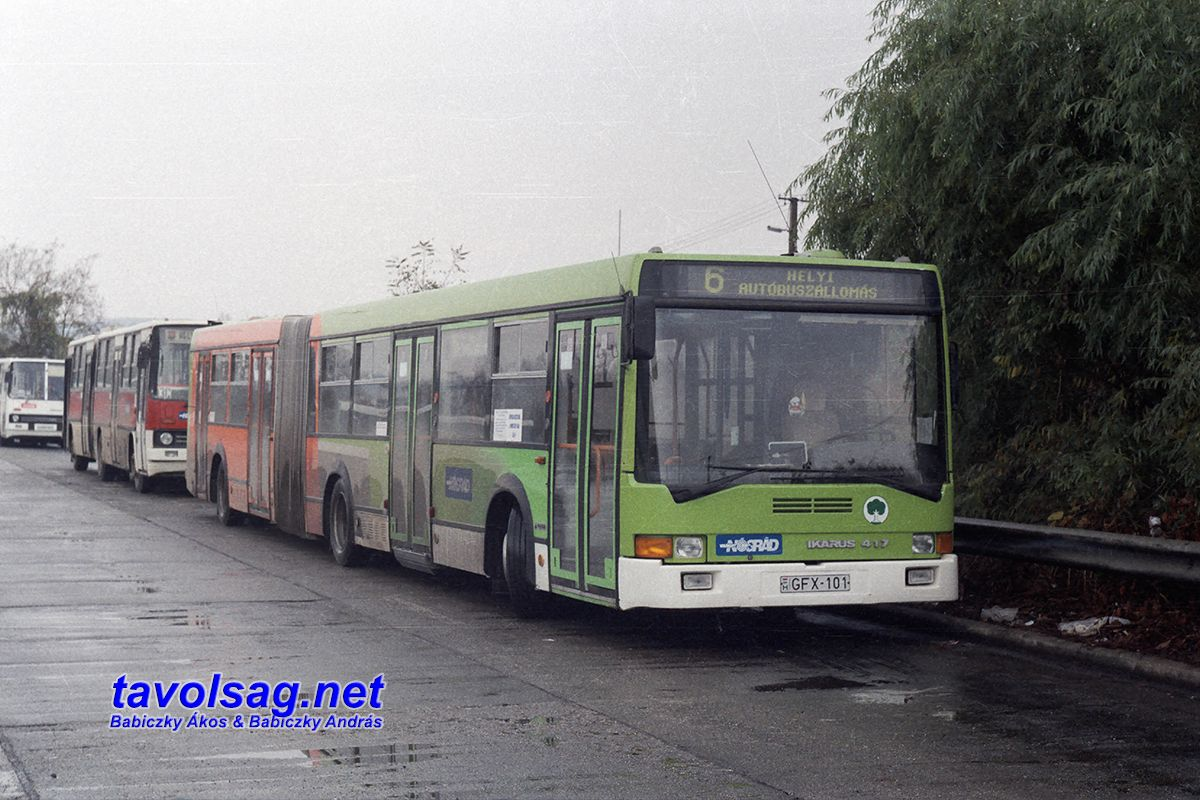
Ikarus 417 Salgótarjánban

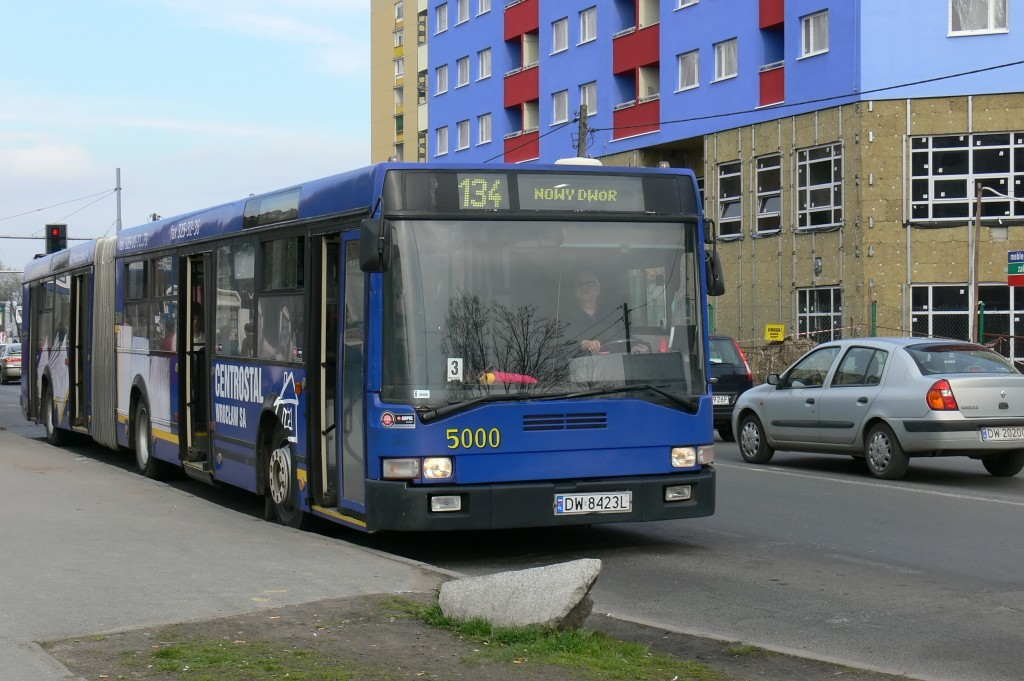
Ikarus 417 Wrocławban

### Magyarországon
Itthon 6 városban közlekedett 417-es: a prototípus Salgótarjánban, 3 darab Győrben, 2 darab Szegeden (2 a Volánbusznál), 3 darab Dunaújvárosban, 7 darab Szolnokon és 2 darab Jászberényben. 2011-ben Kapos Volán a megvásárolt két darabot (KFH-527 és KFH-528) a Jászkun Volántól.
Az Alba Volán 2 példányt selejtezett 2011-ben és 2013-ban, az utolsó példány, IZL-026 pedig 2022-ben. A Jászkun Volán 2014-ig selejtezte a típust. A Kapos Volán által vásárolt példányok 2022 októberében kerültek selejtezésre, a Volánbusz alatt.
A prototípus 2019-ben selejtezésre került, viszont később bekerült a Volánbusz Értékmentési programjába. A Tisza Volán által beszerzett buszok 2019-ben kivonásra kerültek, a HHS-636 és HHS-637 rendszámú busz 2020 decemberében selejtezésre került. A Kisalföld Volán által beszerzett buszok közül a HFZ-995 rendszámú busz 2021 januárban, a KCM-439 2021 júliusában selejtezésre került, a HFZ-996 szintén bekerült a Volánbusz Értékmentési programjába. A megőrzésre szánt járművek Hatvanban találhatóak meg.
A Szegedi Közlekedési Társaság 2018-ban selejtezte a típust, miután használt Mercedes-Benz buszokat szerzett be Wolfsburgból.

### Külföldön
2 db Varsóban, 1 db Wrocławban (Lengyelország), 1 db Potsdamban (Németország), 1 db Milánóban (Olaszország), 1 db Pátrában és 1 db Táborban (Csehországban). A Magyarországra került 3 ajtós, fekvő motoros 417-esek közül 1 db próbajármű volt (IZL-026, jelenleg Dunaújvárosban közlekedik), 8 db drezdai megrendelésre készült, de onnan visszakerült, több jármű pedig egykoron Wuppertal közösségi közlekedésében vett részt. Így Drezdában és Wuppertalban jelenleg nem közlekednek Ikarus 417-esek. (A drezdai járművekből 3 az Alba, 3 a Kisalföld, 2 a Tisza Volánhoz került, a wuppertali példányok az Szegedi Közlekedési Társasághoz és a Jászkun Volánhoz kerültek.)

## Ikarus 417T
Az Ikarus 417-esnek trolibuszváltozata, a 417T, csak a prospektusokban létezett.

## Képgaléria

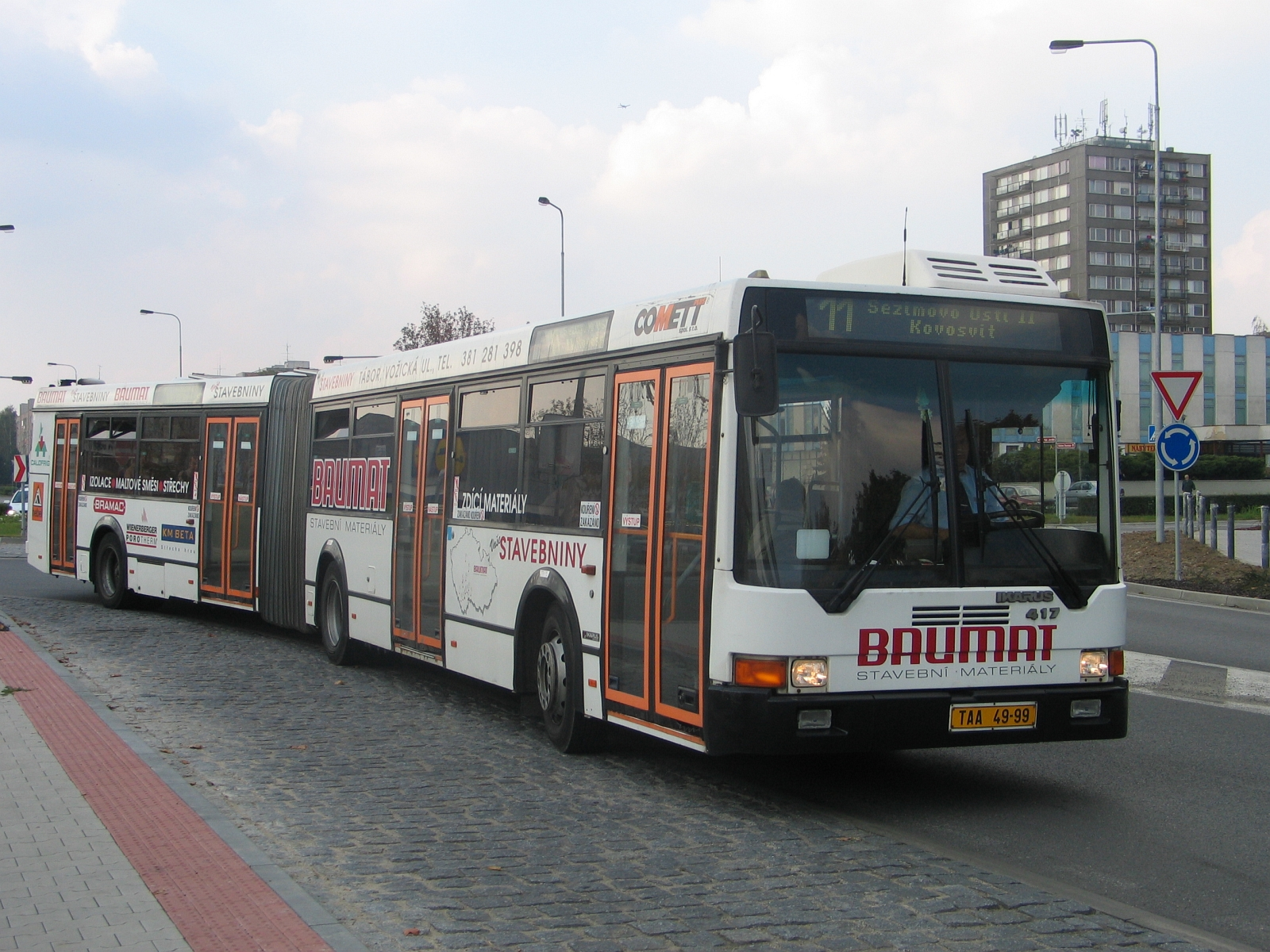
Csehországban
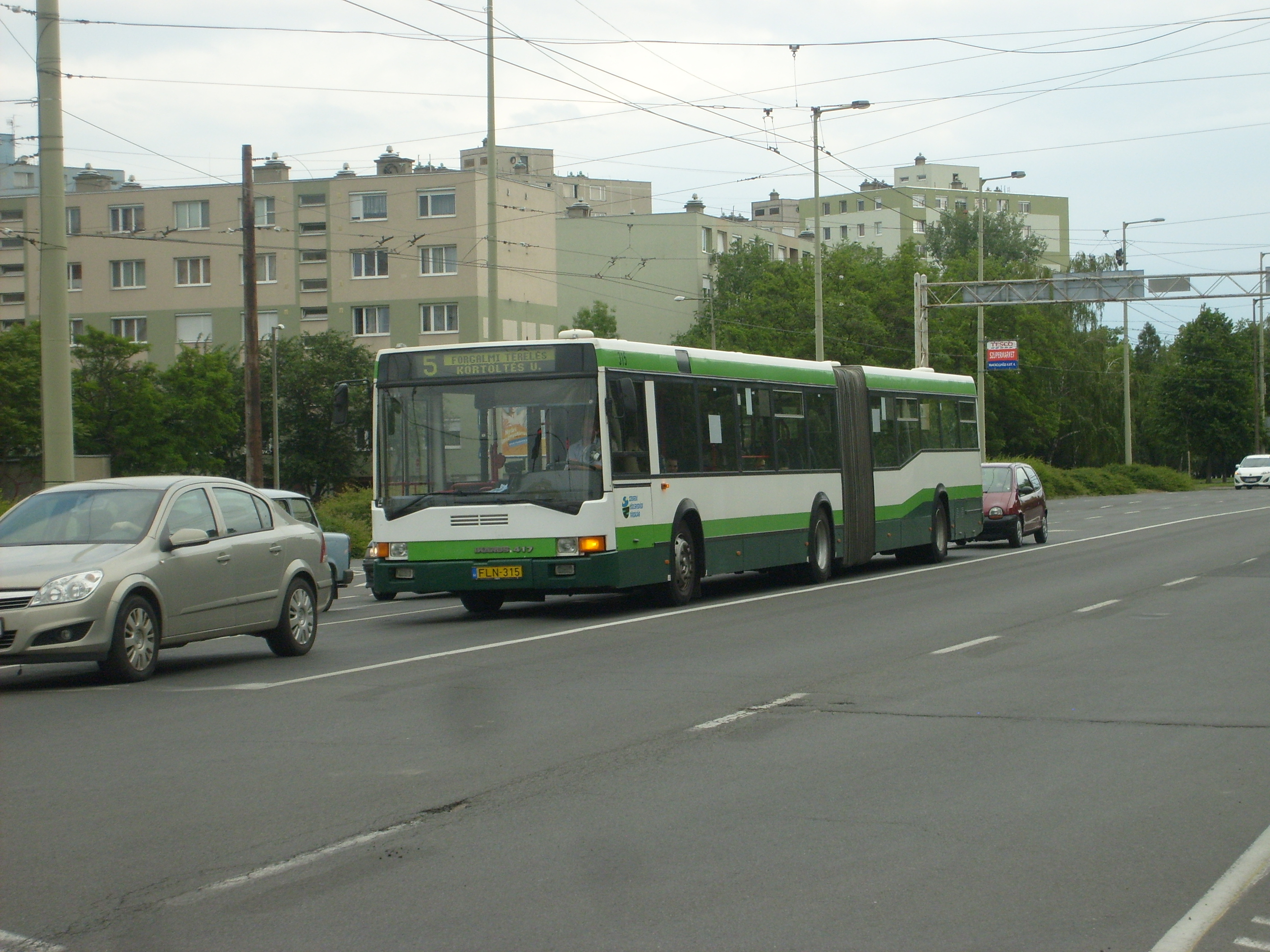
Szegeden